# Estación de Puente de Inca
Puente de Inca (en catalán y oficialmente Pont d'Inca) es un apeadero ferroviario en la localidad homónima en el municipio español de Marrachí, Mallorca. Entre 2013 y 2022 la estación estuvo integrada en la red del metro de Palma de Mallorca, perteneciendo a la extinta línea M2. Cuenta con parada de las tres líneas que gestiona Servicios Ferroviarios de Mallorca, T1 (Palma de Mallorca-Inca), T2 (Palma de Mallorca-La Puebla) y T3 (Palma de Mallorca-Manacor).

## Situación ferroviaria
La estación se encuentra en el punto kilométrico 4,104 de la línea férrea de ancho métrico Palma-Manacor, a 32 metros de altitud, entre las estaciones de Virgen de Lluch y Puente de Inca Nuevo. El tramo es de vía doble y está electrificado a 1500 V en CC.

## Historia

### Primeros años

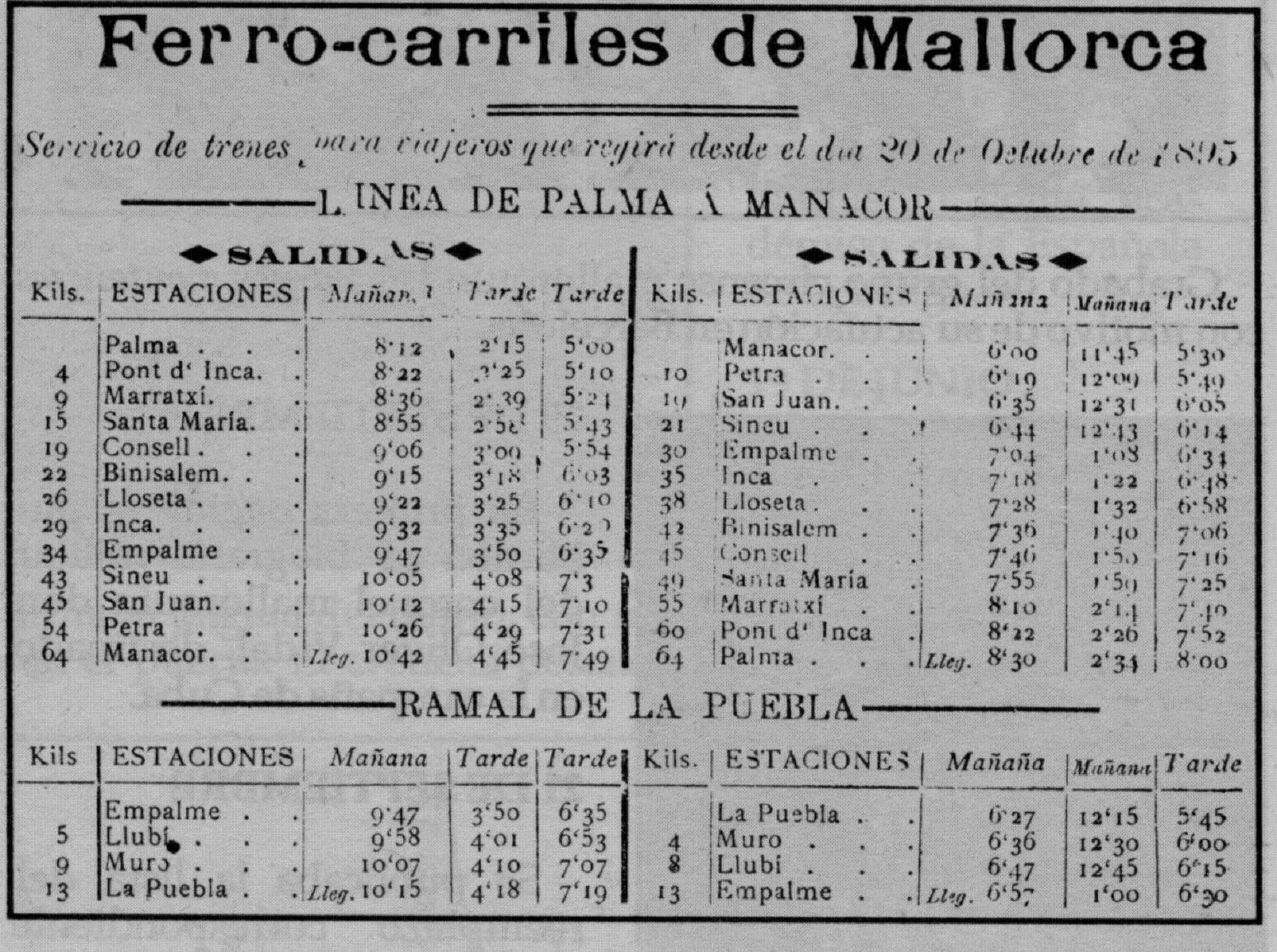
Horarios de 1895, donde aparece la estación de Pont d'Inca

La estación fue inaugurada el 25 de febrero de 1875 con la puesta en marcha del tramo Palma de Mallorca – Inca de la actual línea Palma - Manacor. Su explotación inicial quedó a cargo de la Compañía de los Ferrocarriles de Mallorca quien también se hizo con la línea Inca - La Puebla en 1878 y con la totalidad de la red ferroviaria mallorquina a excepción del Ferrocarril de Sóller. Inicialmente el ancho de la vía era de tres pies (914 mm). Durante los comienzos del ferrocarril en la isla, la estación era el destino de muchos viajeros que querían probar la experiencia de ir en tren. Por ello se organizaban trenes especiales los domingos y lunes.
En 1922 se llegó a contemplar la electrificación del tramo entre Palma e Inca, pero el proyecto presentado no se llevó a cabo. El 5 de mayo de 1931 se completó la doble vía en ese mismo tramo. En 1941, al no ser la línea de ancho ibérico, la estación no fue nacionalizada ni transferida a la recién creada RENFE, sino que pudo conservar su autonomía, al menos durante una década. 

### Bajo EFE y FEVE
El 1 de agosto de 1951 las líneas de los Ferrocarriles de Mallorca se nacionalizan y pasan a ser gestionados por Explotación de Ferrocarriles por el Estado (EFE). En 1956 comenzaron a circular los primeros automotores Ferrostaal traídos de Alemania. Fueron cuatro unidades de un solo coche que estuvieron en servicio hasta que fueron destruidas por un incendio diez años más tarde. El patrimonio ferroviario de Ferrocarriles de Mallorca quedó incorporado definitivamente al estado en 1959. EFE inició un proceso de sustitución de la tracción vapor por diésel, que supuso la eliminación de la tracción a vapor, cuyo último servicio aconteció el 12 de diciembre de 1964.
Sin embargo, con la creación de FEVE la explotación quedó a cargo de nueva compañía estatal en 1964. El 20 de junio de 1977 fue clausurado el tramo Empalme-Manacor-Artá, debido a un accidente en un paso a nivel en Petra. El cierre, que iba a ser temporal, se convirtió en definitivo. Este hecho supuso que la estación perdiera la conexión con Artá y Manacor. El 28 de febrero de 1981 fue clausurado un segundo tramo, el de Inca a La Puebla por falta de rentabilidad. En 1985 se completó la conversión del trazado de ancho de tres pies a ancho métrico, tras varios años de obras.

### Bajo SFM
El 31 de marzo de 1994 la gestión de FEVE se traspasa al Gobierno de las Islas Baleares, por medio de los Serveis Ferroviaris de Mallorca (SFM) fundados el 14 de enero de ese mismo año, que explota un total de 77 kilómetros de vías en ancho métrico.
En 1998 el Gobierno de las Islas Baleares inició las obras de reapertura de la línea de tren de Inca a La Puebla, recuperando el enlace con esta población el 27 de diciembre de 2000. 
El 11 de mayo de 2003 se recuperó el servicio ferroviario hasta Manacor. El 24 de febrero de 2012 se concluyeron las obras de la electrificación de la línea entre Palma y Empalme, aunque previamente ya el 16 de febrero de 2012 se inauguró la electrificación de la misma. Este hecho dio paso a unidades eléctricas de la serie 81 de SFM para cubrir este trayecto, realizándose en Empalme los trasbordos a unidades diésel de la serie 61 hasta La Puebla y Manacor, hasta la completa electrificación de la red el 8 de enero de 2019.
El 13 de marzo de 2013, con la creación de la línea M2 de metro entre Plaza de España y Marrachí quedó integrada dentro de la red de metro de la capital balear, aunque durante los sábados, domingos y festivos las líneas T2 y T3 de Servicios Ferroviarios de Mallorca (SFM) paraban en ella, al no haber servicio de metro. El 29 de abril de 2022, SFM decidió cerrar la línea M2 de metro, traspasando la práctica totalidad de sus servicios a las líneas de cercanías.

## La estación
Forma parte de las estaciones originales de la línea y era la primera estación partiendo de Palma. En su inauguración, la estación se consideró como apeadero y sólo se construyó un edificio de 7 metros de ancho por 10 de largo, destinando la planta baja al servicio de viajeros y el piso principal para dependencia del jefe de estación.
La estación está formada por las dos vías generales y andenes laterales dotados de marquesinas de obra del tipo unificado para cobijar los viajeros. Cada andén tiene un acceso independiente, de manera que para cambiar de andén hay que utilizar un largo paso inferior exterior al recinto, paralelo al Camí de la Cabana. La estación dispone de un edificio de viajeros de tres partes, a la derecha de la vía en kilometraje ascendente. El central es idéntico a otras estaciones de la red y consta de dos alturas, con tres vanos adintelados por costado y planta. Los laterales, de una sola planta, se extienden dando lugar en su conjunto a una estructura en forma de U. Actualmente el edificio alberga la sede de la banda municipal de música y una biblioteca. Hasta los años 1960 hubo un apartadero que daba servicio a la fábrica de Harinera Mallorquina.
En la fachada del edificio de viajeros se halla la típica caja de los relojes en las estaciones de la línea, aunque no se ha conservado ni la maquinaria ni la esfera. Dispone de un aparcamiento en parte asfaltado contiguo al andén sentido Inca, frente al edificio de viajeros.

## Servicios ferroviarios
La estación forma parte de las tres líneas de la red de Servicios Ferroviarios de Mallorca (SFM). El servicio se presta con trenes eléctricos de la serie 81 de SFM, fabricados por CAF.
Desde la supresión en 2022 de la línea M2 del Metro de Palma, dichos servicios son residuales, limitándose a dos servicios al día en días laborables. No existe este servicio en sábados y festivos, ni en sentido Palma-Marrachí. Éstos se prestan con trenes de la serie 71 de SFM, circulando sin denominación de línea.
El horario de frecuencias de la estación puede consultarse en la siguiente página. En general, hay una frecuencia mínima de diez minutos hacia Palma en laborables y hasta de treinta minutos hacia Palma en sábados y festivos. Los tiempos de paso aumentan en las conexiones con La Puebla y Manacor, pudiendo llegar en algún momento a ser superior a la hora. Algunos de los servicios, especialmente de la T2, circulan sin parada por la estación.
| procedencia/destino | < estación           | Línea      | estación >           | destino/procedencia |
| ------------------- | -------------------- | ---------- | -------------------- | ------------------- |
| Palma de Mallorca   | Virgen de Lluch      | [ nota 1 ] | Puente de Inca Nuevo | Inca                |
| Palma de Mallorca   | Virgen de Lluch      |            | Puente de Inca Nuevo | La Puebla           |
| Palma de Mallorca   | Virgen de Lluch      |            | Puente de Inca Nuevo | Manacor             |
| Marrachí            | Puente de Inca Nuevo | [ nota 2 ] | Virgen de Lluch      | Palma de Mallorca   |